# Osório (kommun)
Osório är en kommun i Brasilien.   Den ligger i delstaten Rio Grande do Sul, i den södra delen av landet, 1 600 km söder om huvudstaden Brasília. Antalet invånare är 40 941. Arean är 663 kvadratkilometer.
Terrängen i Osório är varierad.
Följande samhällen finns i Osório:
- Osório

I omgivningarna runt Osório växer i huvudsak städsegrön lövskog. Runt Osório är det ganska tätbefolkat, med 166 invånare per kvadratkilometer.